# Alazani
Alazani (gruzínsky ალაზანი, ázerbájdžánsky Qanıx) je řeka v Gruzii (Kachetie) a v Ázerbájdžánu, když částečně tvoří státní hranici obou zemí. Je to levý přítok Kury. Je dlouhá 390 km. Povodí má rozlohu 10 800 km².

## Průběh toku
Pramení na jižních svazích Velkého Kavkazu. Pod horami protéká širokou Kachetinskou dolinou. Ústí do Mingačevirské přehrady na Kuře.

## Vodní režim
Zdroj vody je smíšený. Průměrný roční průtok vody činí 98 m³/s.

## Využití
Využívá se na zavlažování. Na úbočích říčního údolí jsou vinohrady.